# Prémios do Cinema Europeu de 1996
A 9ª Edição dos Prémios do Cinema Europeu (em inglês: 9th European Film Awards) foi apresentada no dia 8 de novembro de 1996. Esta edição ocorreu em Potsdam, Alemanha.

## Vencedores e nomeados
A cor de fundo       indica os vencedores.

### Melhor filme
| Filme              | Título no Brasil          | Título em Portugal  | Diretor/Realizador | Produção (país) |
| ------------------ | ------------------------- | ------------------- | ------------------ | --------------- |
| Breaking the Waves | Ondas do Destino          | Ondas de Paixão     | Lars von Trier     | Dinamarca       |
| Kolja              | Kolya - Uma Lição de Amor | Kolya               | Jan Svěrák         | Chéquia         |
| Secrets & Lies     | Segredos e Mentiras       | Segredos e Mentiras | Mike Leigh         | Reino Unido     |

### Melhor primeiro filme
| Filme             | Título no Brasil | Título em Portugal  | Diretor/Realizador | Produção (país) |
| ----------------- | ---------------- | ------------------- | ------------------ | --------------- |
| Some Mother's Son | Mães em Luta     | Em Nome do Filho... | Terry George       | Irlanda         |
| Beautiful Thing   | Delicada Atração |                     | Hettie Macdonald   | Reino Unido     |
| Lea               |                  |                     | Ivan Fíla          | Alemanha        |

### Melhor ator
| Ator         | Nacionalidade (país) | Filme       | Título no Brasil | Título em Portugal |
| ------------ | -------------------- | ----------- | ---------------- | ------------------ |
| Ian McKellen | Reino Unido          | Richard III |                  | Ricardo III        |

### Melhor atriz
| Atriz        | Nacionalidade (país) | Filme              | Título no Brasil | Título em Portugal |
| ------------ | -------------------- | ------------------ | ---------------- | ------------------ |
| Emily Watson | Reino Unido          | Breaking the Waves | Ondas do Destino | Ondas de Paixão    |

### Melhor argumentista/roteirista
| Argumentista/Roteirista               | Nacionalidade (país)          | Filme              | Título no Brasil | Título em Portugal |
| ------------------------------------- | ----------------------------- | ------------------ | ---------------- | ------------------ |
| Arif Aliev Sergei Bodrov Boris Giller | Rússia · Rússia · Cazaquistão | Kavkazskiy plennik |                  |                    |

### Melhor documentário
- Jerzy Śladkowski
- Stanisław Krzemiński

### Prémio FIPRESCI
| Filme              | Título no Brasil | Título em Portugal | Diretor/Realizador | Produção (país) |
| ------------------ | ---------------- | ------------------ | ------------------ | --------------- |
| Breaking the Waves | Ondas do Destino | Ondas de Paixão    | Lars von Trier     | Dinamarca       |

### Melhor filme não europeu
| Filme    | Título no Brasil | Título em Portugal | Diretor/Realizador | Produção (país) |
| -------- | ---------------- | ------------------ | ------------------ | --------------- |
| Dead Man | Dead Man         | Homem Morto        | Jim Jarmusch       | Estados Unidos  |

### Prémio de carreira
- Alec Guinness

## Netografia
- «Vencedores dos EFA 1996» (em inglês)
- «Nomeados para os EFA 1996» (em inglês)